# Veronika Černucká
Veronika Černucká (* 10. března 1979 Teplice) je česká spisovatelka detektivních románů.
Po základní škole Maršovské v Teplicích začala studovat Gymnázium Teplice, kde maturovala. Obor Literatura a český jazyk na Pedagogické fakultě Univerzity Jana Evangelisty Purkyně v Ústí nad Labem zakončila titulem Mgr. a současně s ním vystudovala Bc. obor Základy humanitní vzdělanosti se zaměřením na politologii na Filozofické fakultě Univerzity Jana Evangelisty Purkyně.
Později vystudovala speciální pedagogiku a pracovala ve školství jako učitelka a v médiích coby novinářka. Během studií publikovala v regionálních periodikách, ženských i odborných časopisech.
Žije v Oseku (okres Teplice) se dvěma dětmi.

## Detektivní romány
Autorčiny romány vychází v tzv. "Zelené edici" PČD - Původní česká detektivka v brněnském nakladatelství MOBA. Hlavní postavou je soukromá detektivka Tara, která vyšetřuje vraždy odehrávající se na území Česka. Její prvotinou je sbírka detektivních povídek s názvem Noc, kdy jsem měla zemřít z roku 2011. V knize "Naše heslo APOKALYPSA" přijíždí hlavní hrdinka do severních Čech vyšetřovat několik vražd na fiktivním zámku na jezeře, přičemž navštíví lázeňské město s fontánami (Teplice), které se nachází nedaleko Oseka (okres Teplice), autorčina bydliště.

## Knihy
- Noc, kdy jsem měla zemřít (2011, MOBA, ISBN 978-80-243-4248-1, Databáze knih)
- Půlnoční rekviem (2012, MOBA, ISBN 978-80-243-4975-6, Databáze knih)
- Právo na vraždu (2012, MOBA, ISBN 978-80-243-4884-1, Databáze knih)
- Tajemství sedmi ještěrek (2012, MOBA, ISBN 978-80-243-4625-0, Databáze knih)
- Chuť na hřích (2013, MOBA, ISBN 978-80-243-5238-1, Databáze knih)
- Naše heslo Apokalypsa (2014, MOBA, ISBN 978-80-243-5822-2, Databáze knih)
- Poslední modlitba (2016, MOBA, ISBN 978-80-243-6955-6, Databáze knih)
- Půlnoční vrah (2017, MOBA, ISBN 978-80-243-7619-6, Databáze knih)
- Přichází čas pomsty (2018, MOBA, ISBN 978-80-243-8300-2, Databáze knih)
- Autogram pro vraha (2019) (2019, MOBA, ISBN 978-80-243-8895-3, Databáze knih)
- Dům na konci cesty (2021, MOBA, ISBN 978-80-243-9748-1, Databáze knih)
- Tři kroky od pekla (2022, Moba)
- Píseň beze slov (2022, Moba)
- Večírek s hořkým koncem (2023, Moba)
- Oběšencův vrch (2023, Moba)
- Ticháček (2024, Moba)
- Ukolébavka pro mou maličkou (2024, Moba)
- Údolí vlků (2025, Moba)